# Torcé
Torcé is een gemeente in het Franse departement Ille-et-Vilaine (regio Bretagne). De plaats maakt deel uit van het arrondissement Fougères-Vitré. Torcé telde op 1 januari 2022 1.270 inwoners.

## Geografie
De oppervlakte van Torcé bedroeg op 1 januari 2022 14,03 vierkante kilometer; de bevolkingsdichtheid was toen 90,5 inwoners per km².

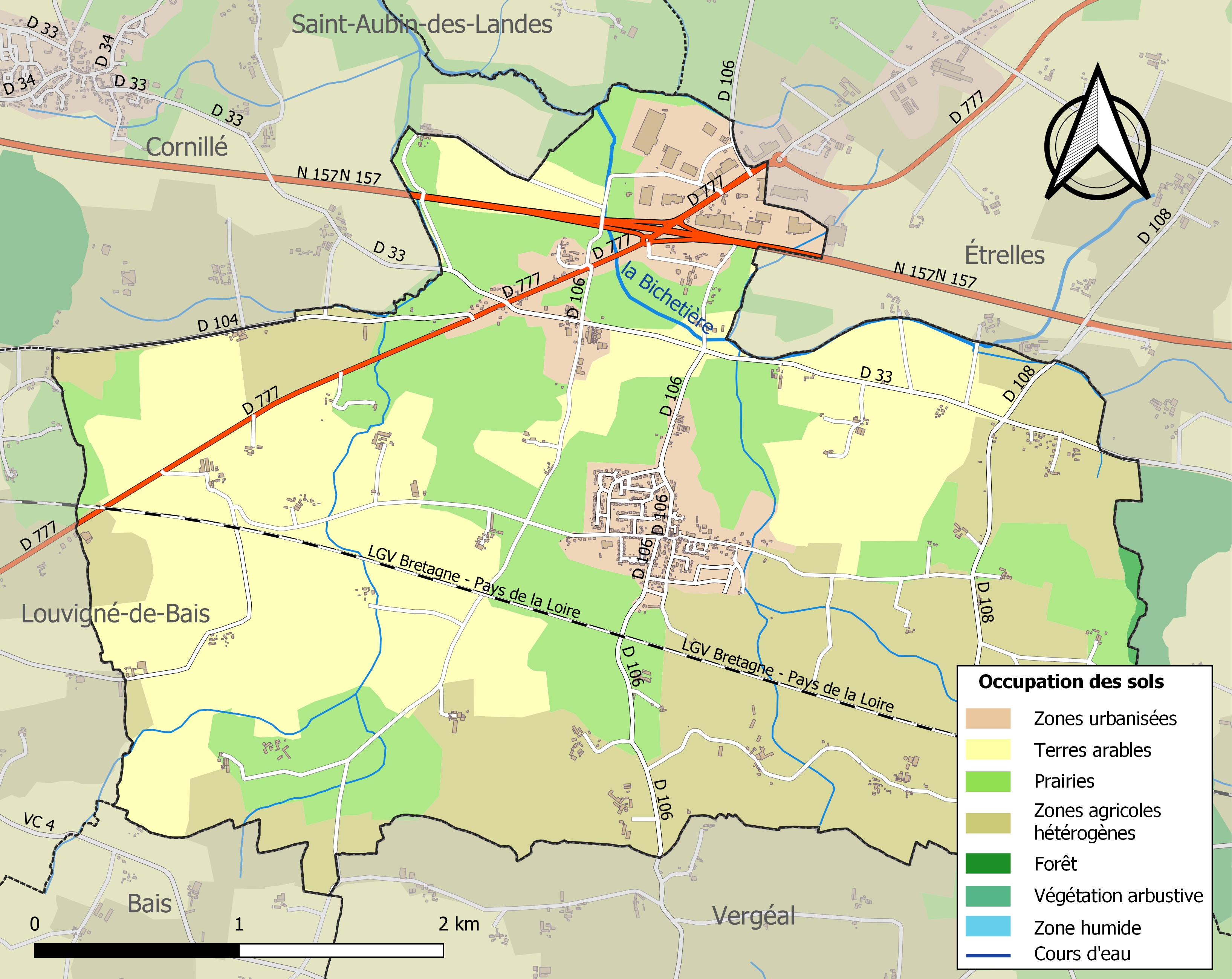
Kaart van de gemeente met belangrijkste infrastructuur, bodemgebruik en omliggende gemeenten

## Demografie
Onderstaande figuur toont het verloop van het inwonertal, bron: INSEE-tellingen. 